# Karosa C 733
Karosa C 733 je označení pro dva funkční vzorky meziměstského linkového autobusu, který od roku 1981 vyráběla společnost Karosa Vysoké Mýto pod označením Karosa C 734.

## Konstrukce
Vozy C 733 se staly úplně prvními autobusy nové karosácké řady 700, která měla ve výrobě nahradit řadu Š. Jednalo se o dvounápravový autobus s polosamonosnou karoserií panelové konstrukce. Motor byl na rozdíl od vozů řady Š umístěn až zadní nápravou v prostoru zadního panelu. V pravé bočnici se nacházely dvoje dvoukřídlé výklopné dveře (první před přední nápravou, druhé před nápravou zadní). Sedačky byly umístěny 2+2 se střední uličkou.
Základní tvary a rozměry C 733 se v podstatě nelišily od sériových vozů C 734, až na hranatá okna bez ventilací u funkčního vzorku C1, absenci střešních větraček a rozdílných mříží sání a chlazení v zadní části bočnic.

## Výroba
Autobusy C 733 byly vyrobeny v počtu pouhých dvou kusů – funkčních vzorků. Jejich účelem bylo ověřit koncepci autobusu zcela nové konstrukce. Do té doby totiž byly karoserie autobusů svařovány z lisovaných dílů, zatímco nová řada 700 byla vyráběna z průmyslově vyráběných jäklů různých rozměrů. Další inovací bylo posunutí motoru za zadní nápravu. Práce na vůbec prvním z těchto dvou autobusů, označeného jako C1, začaly v roce 1972, dokončeny byly na konci roku 1973. Areál Karosy vůz opustil poprvé na začátku roku 1974 a od té doby najezdil při zkušebních jízdách 270 000 km. Vyřazen a sešrotován byl v roce 1979. Druhý autobus, C2, byl vyroben roku 1974 a v rámci zkoušek byl na polygonu v Sovětském svazu porovnáván s vozy řady Š. Po ujetí 350 000 km ve zkušebním provozu s cestujícími (zejména u ČSAD Plzeň, dopravní závod Rokycany) byl v roce 1979 předán jednomu rokycanskému podniku.
Další funkční vzorky (C3 a C4) již byly v důsledku úprav označeny jako typ C 734 a pod tímto označením byly linkové autobusy řady 700 vyráběny až do roku 1996.